# Gyrtona phycisoides
Gyrtona phycisoides är en fjärilsart som beskrevs av Moore 1885. Gyrtona phycisoides ingår i släktet Gyrtona och familjen nattflyn. Inga underarter finns listade i Catalogue of Life.